# 연육제
연육제(식육연화효소제)는 고기를 연하게 만들기 위해 쓰는 첨가제이다. 식물성 첨가물과 화학적 첨가물이 있다. 보통 소고기 등의 고기는 도축한 후 수일이 지난 후 자연스럽게 연화되지만 질이 낮은 경우 식품으로 쓰기에 질긴 경우가 있어 이를 연하게 만들기 위해 사용한다. 고기의 지방과 단백질을 구조 결합을 느슨하게 해서 질긴 고기를 씹거나 소화하기 쉬운 상태로 변하게 한다.

## 식물성 연육제
- 전통적인 양념으로 다른 양념과 함께 무, 키위, 무화과, 머루, 파인애플, 양파, 파파이야, 살구, 마늘 등이 쓰인다. 이러한 식물성 재료 중 예를 들어 파인애플에는 브로멜린이라는 단백질 분해효소가 있다. 이러한 성분은 자칫 고기의 원래 맛을 잃어버리게 할 수도 있고 오래 보존하기 힘들게 한다.

## 화학적 연육제
- 프로테아제, L-글루타민산나트륨, 염산, 황산, 포도당을 섞어 만든 연육제로 고기에 첨가하여 쓴다.
- 식물성 재료에서 얻어진 파파인, 피신, 블로멜라인 등을 식품 제조 가공시 첨가 사용한다.

## 기타
- 물리적으로 여러 번 충격을 주어 고기를 연하게 할 수 있다.
- 각종 과일주 같은 술을 쓰기도 한다.
- 사이다나 콜라 같은 당분이 많은 탄산 음료를 섞기도 한다.
- 식초 성분이 연육효과가 있다.